# Trevor Fancutt
Trevor Fancutt (Kokstad, 14 luglio 1934 – Australia, 23 dicembre 2022) è stato un tennista e allenatore di tennis sudafricano.

## Biografia
Nato in Sudafrica, si è sposato con la collega e compagna di doppio misto Daphne Seeney nel 1957, seguendola successivamente a Brisbane. Due figli della coppia, Charles e Michael, hanno intrapreso a loro volta la carriera tennistica.

## Carriera
Ottenne i risultati migliori agli Australian Championships: nell'edizione del 1958 raggiunse i quarti di finale sia nel singolare, sconfitto da Malcolm Anderson per 12-10 al quarto set, che nel doppio maschile. Due anni dopo riuscì a ripetersi nel doppio maschile, ma fece di meglio nel doppio misto dove, in coppia con Jan Lehane, conquistò il titolo superando Martin Mulligan e Christine Truman col punteggio di 6-2, 7-5.
Dopo la conclusione della carriera agonistica rimase nel mondo del tennis aprendo insieme alla moglie una scuola tennis a Brisbane.

## Finali nei tornei del Grande Slam

### Doppio misto

#### Vittorie (1)
| Anno | Torneo                             | Compagna   | Avversari in finale              | Risultato |
| 1960 | Australian Championships, Brisbane | Jan Lehane | Martin Mulligan Christine Truman | 6–2, 7–5  |